# Giovanni Zanardini
Giovanni Zanardini (né le 12 juin 1804 à Venise et mort le 24 avril 1878) était un médecin et un botaniste italien du XIXe siècle.

## Biographie
Giovanni Zanardini était le fils d’Angelo et d’Anna Maria née Traffico. Il obtient son doctorat de médecine à l’université de Padoue en 1831. Il poursuit ses études en chirurgie et en obstétrique à l’université de Pavie. De 1834 à 1847, il dirige l’hôpital royal de Padoue et jusqu’en 1869, il est directeur-assistant de celui de Venise. Il est secrétaire de l’Institut vénitien des Sciences et des Lettres.
Dans le domaine de l’histoire naturelle, il réalise de nombreux travaux sur les algues de diverses mers. Sa monographie sur les algues de l'Adriatique est une des plus importantes.

## Postérité
L'algue Zanardinia a été nommé en son hommage par D. Nardo.  Son nom a été donné à différentes plantes comme :
- (Brassicaceae) Iberis zanardinii Vis.[3]
- (Cyperaceae) Eleocharis zanardinii Parl[4]
- (Cyperaceae) Scirpus zanardinii Ambrosi[5]

À Rome, on trouve la Via Giovanni Zanardini.

## Publications
- Giovanni Zanardini, Eleonora Monti. 1965. Giovanni Zanardi: origine e vita. Eleonora Monti : vita di Francesco Monti; notizie istoriche. Édition Camillo Boselli. Editor Geroldi, 106 pp.
- Phycearum indicarum pugillus. 49 pp., 1872.
- Iconographia phycologica mediterraneoadriatica ossia Scelta di ficee nuove o più rare dei mari mediterraneo ed adriatico. Vol. tercero. Édition Antonelli, 96 pp., 1871.
- Iconographia phycologica Adiratica: ossia, scelta di ficee nuove o piu rare del Mare Adriatico, 1863.
- Iconographia phycologica Adriatica, ossia, Scelta di ficee nuove o più rare del Mare Adriatico. Édition Antonelli, 1860.
- Antonio Figari,  Plantarum in Mari Rubro hucusque collectarum enumerato (Juvante A. Figari). Édition I. R. Istituto veneto, 309 pp., 1858.
- Prospetto della flora veneta: in occasione del IX. Congresso degli scienziati italiani. 53 pp., 1847.
- Saggio di classificazione naturale delle ficee del dottore Giovanni Zanardini: aggiunti nuovi studii sopra l'Androsace degli antichi. Édition G. Tasso, 64 pp., 1843.
- Joannis Zanardinii ... Synopsis algarum in Mari Adriatico hucusque ... 153 pp, 1841.
- Algae and related subjects - collected works, 1839.